# PAAF1
PAAF1 (англ. Proteasomal ATPase associated factor 1) – білок, який кодується однойменним геном, розташованим у людей на короткому плечі 11-ї хромосоми. Довжина поліпептидного ланцюга білка становить 392 амінокислот, а молекулярна маса — 42 190.
| 10         |  | 20         |  | 30         |  | 40         |  | 50         |
| ---------- |  | ---------- |  | ---------- |  | ---------- |  | ---------- |
| MAAPLRIQSD |  | WAQALRKDEG |  | EAWLSCHPPG |  | KPSLYGSLTC |  | QGIGLDGIPE |
| VTASEGFTVN |  | EINKKSIHIS |  | CPKENASSKF |  | LAPYTTFSRI |  | HTKSITCLDI |
| SSRGGLGVSS |  | STDGTMKIWQ |  | ASNGELRRVL |  | EGHVFDVNCC |  | RFFPSGLVVL |
| SGGMDAQLKI |  | WSAEDASCVV |  | TFKGHKGGIL |  | DTAIVDRGRN |  | VVSASRDGTA |
| RLWDCGRSAC |  | LGVLADCGSS |  | INGVAVGAAD |  | NSINLGSPEQ |  | MPSEREVGTE |
| AKMLLLARED |  | KKLQCLGLQS |  | RQLVFLFIGS |  | DAFNCCTFLS |  | GFLLLAGTQD |
| GNIYQLDVRS |  | PRAPVQVIHR |  | SGAPVLSLLS |  | VRDGFIASQG |  | DGSCFIVQQD |
| LDYVTELTGA |  | DCDPVYKVAT |  | WEKQIYTCCR |  | DGLVRRYQLS |  | DL         |

A: Аланін

C: Цистеїн

D: Аспарагінова кислота

E: Глутамінова кислота

F: Фенілаланін

G: Гліцин

H: Гістидин

I: Ізолейцин

K: Лізин

L: Лейцин

M: Метіонін

N: Аспарагін

P: Пролін

Q: Глутамін

R: Аргінін

S: Серин

T: Треонін

V: Валін

W: Триптофан

Задіяний у таких біологічних процесах, як взаємодія хазяїн-вірус, ацетилювання, альтернативний сплайсинг. 